# Геворкян, Виолетта Георгиевна
Виоле́тта Гео́ргиевна Геворкя́н (арм. Վիոլետա Գեորգիևնա Գևորկյան; 5 августа 1944, Тбилиси — 19 июня 2024, Лос-Анджелес, Калифорния) — советская, армянская и американская актриса

. Народная артистка Армянской ССР (1987).

## Биография и карьера
Виолетта Георгиевна Геворкян родилась 5 августа 1944 года в Тбилиси, Грузинская ССР, СССР, в семье военного. В 1966 году семья Геворкян поселились в Ереване, где вскоре поступила в только что открывшийся Драматический театр им. Рачьи Капланяна и сыграла в нём около двадцати ролей.
Свою первую главную роль Геворкян исполнила в спектакле «Дневник Анны Франк». Она прославилась ролью Агун в пьесе Гранта Матевосяна «Осеннее солнце», в котором, начиная с 1980 года, сыграла около 700 раз.
В 1988 году Геворкян участвовала в Кинофестивале в Баку и подверглась резкой критике со стороны коллег. По её словам, она поехала в Баку, чтобы рассказать представителям других народов о зверствах и массовых убийствах, произошедших в Сумгаите, но в Армении её сочли предательницей, и в 1991 году она переехала и обосновалась в США. После переезда она сыграла в спектакле Татевик Капланян «Мой сладкий мальчик», посвящённом покойному сыну Капланян. В 2003 году появилась в эпизоде телесериала «Клиент всегда мёртв».
Геворкян умерла 20 июня 2024 года в Лос-Анджелесе, штат Калифорния, не дожив полтора месяца до своего 80-летия.

## Фильмография
| Год  |    | Русское название         | Оригинальное название    | Роль            |
| ---- | -- | ------------------------ | ------------------------ | --------------- |
| 1979 | ф  | Бабушкин внук            | —                        | Асмик Калошан   |
| 1979 | ф  | Живите долго             | —                        | Виктория        |
| 1981 | тф | Все возрасты покорны     | —                        | —               |
| 1983 | ф  | Зажжённый фонарь         | —                        | Вера Ходжабекян |
| 1994 | ки | Plumbers Don’t Wear Ties | Plumbers Don’t Wear Ties | мать Джона      |
| 2003 | с  | Клиент всегда мёртв      | Six Feet Under           | Анаид Ованесян  |
| 2010 | с  | Лос                      | Los                      | Геня            |